# 더티 해리 3 - 집행자
《더티 해리 3 - 집행자》(영어: The Enforcer)는 미국에서 제작된 제임스 파고 감독의 1976년 액션 범죄 스릴러 영화이다. 더티 해리 시리즈 세 번째 작품이다. 클린트 이스트우드 등이 출연하였고, 로버트 데일리 등이 제작에 참여하였다.

## 출연진
- 클린트 이스트우드
- 타인 데일리
- 해리 가디노
- 브래드퍼드 딜먼
- 존 미첨
- 데버런 브룩워터
- 앨버트 포프웰
- 존 크로퍼드
- M. G. 켈리

## 기타 제작진
- 배역: 메리 골드버그
- 의상: 글렌 라이트(크레디트 미기재)
- 각본(인물): 해리 줄리언 핑크, R. M. 핑크

## 우리말 녹음
KBS 성우진 (1997년 11월 12일)
- 송두석 - 해리 (클린트 이스트우드)
- 박상일
- 정기항
- 김정희
- 손정아
- 이윤선
- 이연희
- 장승길
- 성창수
- 최병상
- 박상훈
- 박홍식
- 구자형